# Orius agilis
Orius agilis – gatunek pluskwiaka z podrzędu różnoskrzydłych i rodziny dziubałkowatych.

## Taksonomia
Gatunek ten opisany został po raz pierwszy w 1860 roku przez Gustava Flora pod nazwą Anthocoris agilis. Jako lokalizację typową wskazano „Aathal, Kremon” na Łotwie. W 1884 roku wyznaczony został przez Oda Reutera gatunkiem typowym podrodzaju Triphleps (Dimorphella), który później przeniesiono do rodzaju Orius.

## Morfologia
Pluskwiak o owalnym w zarysie, silnie spłaszczonym grzbietobrzusznie ciele długości od 1,5 do 2 mm. Ubarwienie ma ciemnobrązowe do czarnego z przynajmniej częściowo żółtawo lub jasnobrązowo rozjaśnionymi półpokrywami, czułkami i odnóżami; u osobników nie w pełni wybarwionych (teneralnych) kolorystyka ciała bywa jednak ruda. Głowa ma część przedoczną równą długością oczom. Przedplecze ma prawie proste krawędzie boczne oraz małe, silnie spłaszczone i oddzielone rozległym obszarem nierównego oskórka wypukłości (calli). Brak jest na przedzie przedplecza wyraźnie wyodrębnionej obrączki apikalnej. Samce są zawsze długoskrzydłe, natomiast wśród samic spotyka się osobniki o półpokrywach nieco skróconych. Szerokość klinika niemal dorównuje jego długości. Kanalik wyprowadzający gruczołów zapachowych zatułowia jest zakrzywiony dogłowowo. Genitalia samca cechują się paramerą o stopniowo zwężającym się ku szczytowi biczyku (flagellum) oraz odcinkiem wyrostka za nasadą biczyka pozbawionym ząbka i stosunkowo równomiernie zakrzywionym i zwężonym ku wierzchołkowi.

## Ekologia i występowanie
Owad ten zasiedla głównie formacje trawiaste, gdzie bytuje na wysokich wiechlinowatych.
Gatunek pierwotnie palearktyczny, znany z Niemiec, Austrii, Szwecji, Finlandii, Łotwy, Polski, Czech, Słowacji, Serbii, europejskiej, syberyjskiej i dalekowschodniej części Rosji, Kazachstanu, Tadżykistanu, Kirgistanu, Iranu, Mongolii i północnych Chin.
Na „Czerwonej liście gatunków zagrożonych Republiki Czeskiej” umieszczony jest jako gatunek narażony na wymarcie (VU). 